# Edward Cross
Edward Cross est un propriétaire anglais de parc zoologique, baptisé en 1774 et mort en 1854.
Il est l'objet d'un portrait de Jacques-Laurent Agasse et apparaît dans une peinture à l'huile du même peintre intitulée Girafe nubienne, conservée au château de Windsor.